# Języki botocudo
Języki botocudo – rodzina językowa z fyli makro-ge. Stanowią ją przeważnie wymarłe języki rdzenne Brazylii.

## Klasyfikacja
- † język anket
- † język arana
- † język crecum
- język krenak (crenak)
- † język gueren
- † język gutucrac
- † język nacnhanuc
- † język nacrehe
- † język yiporok
- † język aimbore ?
- † język aimore ?
- † język poica ?